# Yan-nhangu
Yan-nhangu är ett australiskt språk som talades av 40 personer år 1983. Yan-nhangu talas i Nordterritoriet. Yan-nhangu tillhör de pama-nyunganska språken.